# Joseph Ratzinger Papst Benedikt XVI.-Stiftung

Logo der Joseph Ratzinger Papst Benedikt XVI.-Stiftung

Die Joseph Ratzinger Papst Benedikt XVI.-Stiftung wurde 2007 auf Initiative ehemaliger Schüler des früheren Professors für Dogmatik und Fundamentaltheologie Joseph Ratzinger und späteren Papstes Benedikt XVI. gegründet. Ihr Ziel ist es, sein theologisches Werk für die Öffentlichkeit zu erschließen, eine Theologie im Geiste Joseph Ratzingers, des späteren Papstes, zu fördern und diese mit Fragen der Gegenwart ins Gespräch zu bringen. Ihren Sitz hat die Stiftung in München.

## Gründung und Organe
Die Gründung der Stiftung zur Förderung der Theologie von Joseph Ratzinger geht auf die Initiative seines Schülerkreises zurück. Nach jahrelangen Vorüberlegungen wurde die Stiftung mit Zustimmung und finanzieller Unterstützung von Papst Benedikt XVI. gegründet.
Die Joseph Ratzinger Papst Benedikt XVI.-Stiftung ist eine rechtsfähige Stiftung bürgerlichen Rechts mit zwei Stiftungsorganen:
- Dem Vorstand
- Dem Stiftungsrat

Bis 2020 bestand ein Kuratorium, das aber nicht im rechtlichen Sinn zu deren Stiftungsorganen gehörte. Vorsitzender des Kuratoriums war Christoph Kardinal Schönborn.

## Stiftungszweck
Mit dem Zweck der Förderung einer Theologie im Geiste von Joseph Ratzinger / Benedikt XVI. verfolgt die Stiftung insbesondere folgende vier Ziele:
- Durch die Vergabe von Stipendien und die Errichtung von Gastprofessuren soll die Erforschung und Vergegenwärtigung seines Werkes gezielt angeregt werden.
- Im Rahmen von Internationalen Symposien, Seminaren oder anderen Veranstaltungen sollen seine Theologie und Spiritualität erforscht und der breiteren Öffentlichkeit vorgelegt werden.
- Die Errichtung von Dokumentations- und Studienzentren soll dazu beitragen, sein Erbe zu pflegen und zugänglich zu machen.
- Seine Theologie und Spiritualität sollen v. a. auch mit Hilfe moderner Medien der Öffentlichkeit dargelegt werden.

Zur Erfüllung des Stiftungszweckes und dem Erreichen der einzelnen Ziele arbeitet die Joseph Ratzinger Papst Benedikt XVI.-Stiftung mit ähnlichen Organisationen wie der Vatikanischen Stiftung Joseph Ratzinger Benedikt XVI. (Fondazione Vaticana Joseph Ratzinger – Benedetto XVI), dem Institut Papst Benedikt XVI. in Regensburg und der Stiftung Geburtshaus Papst Benedikt XVI. zusammen.
Der 2011 geschaffene und nach Ratzinger benannte Theologiepreis Premio Joseph Ratzinger wird nicht von dieser Stiftung, sondern von der italienischen Schwesterstiftung Fondazione Vaticana Joseph Ratzinger – Benedetto XVI vergeben.
2021 sind die letzten Schüler bzw. Gründungsmitglieder altersbedingt aus dem Stiftungsvorstand und dem Stiftungsrat ausgeschieden. Rechtlich besteht keine Verbindung mit Schülerkreis und Neuem Schülerkreis. Der neue Schülerkreis bildet eine eigene Organisation.

## Der Schülerkreis
Der Schülerkreis Joseph Ratzinger / Papst Benedikt XVI. setzt sich aus ehemaligen Doktoranden und Habilitanden Joseph Ratzingers zusammen, die ihm als Lehrer an den Orten seiner Lehrtätigkeit, nämlich in Bonn, Münster, Tübingen und Regensburg begegnet sind. Anfang 1978 trafen sich Ratzinger-Schüler zu einem erstmaligen Treffen, um die Weihe ihres Lehrers zum Erzbischof von München und Freising und seine Erhebung zum Kardinal zu feiern. 1981 begannen die jährlichen Treffen, an denen Joseph Ratzinger meist teilnahm. Seit 2005, dem Jahr der Wahl Joseph Ratzingers zum Papst, finden die Treffen jährlich in Castelgandolfo statt. Im Jahr 2013 nahm Papst Benedikt XVI. zum ersten Mal nicht an den Beratungen teil, feierte aber mit seinen Schülern die Eucharistie und begrüßte sie.
2012 gehörten 34 Schüler Ratzingers zum Schülerkreis, mit dem evangelischen Theologen Werner Neuer als ständigem Gast. Sprecher des Schülerkreises ist Stephan Otto Horn SDS, ein früherer wissenschaftlicher Assistent Ratzingers. Bekannte Mitglieder sind unter anderen:
- Wolfgang Beinert
- Johannes Dörmann † 2009
- Hans-Jochen Jaschke † 2023
- Helmut Moll
- Vinzenz Pfnür † 2012
- Christoph Schönborn
- Hansjürgen Verweyen † 2023
- Ludwig Weimer
- Siegfried Wiedenhofer † 2015
- Josef Wohlmuth

Zu dem Schülerkreis gehören der aus Benin stammende Kurienbischof Barthélemy Adoukonou, der bis zu seiner Emeritierung im Päpstlichen Rat für die Kultur tätig war. Aus den USA gehören der Jesuit Joseph Fessio (* 1941), der in Regensburg bei Ratzinger studierte und später ein Mitbegründer der Ave Maria University in der katholischen Planstadt Ave Maria (Florida) war, Sr. Maria Lugosi SSS und P. Antoine Saroyan dem Schülerkreis an. Weitere nichteuropäische Mitglieder kommen aus Tanzania, Südkorea und Indien.
Joseph Ratzinger hat keine eigene theologische Schule begründet. Ludwig Weimer, ein Mitglied des Schülerkreises, gehörte zur Katholischen Integrierten Gemeinde, einer Theologengemeinschaft, der Ratzinger in seinem theologischen und kirchlichen Wirken seit den 1970er Jahren eng verbunden war und die er als Münchener Bischof selbst als kirchliche apostolische Gemeinschaft anerkannt hat.
Der Schülerkreis setzt sich jeweils am Ende seiner jährlichen Tagungen zusammen und stimmt über Themenvorschläge für das Folgejahr ab. Eine Liste der meistgewählten Vorschläge wird Joseph Ratzinger vorgelegt, der aus ihr das Thema auswählt, mit dem sich der Kreis im folgenden Jahr beschäftigen soll. Gleichzeitig wird in Abstimmung zwischen Mentor und Schülern ein Berichterstatter bestimmt und anschließend eingeladen, um das Thema vorzustellen. Im September 2018 entschied sich der frühere Papst für das Thema „Kirche und Staat, Kirche und Gesellschaft“ und wählte Udo Di Fabio als Berichterstatter aus, den er seit langem gut kennt und schätzt.
Veröffentlichungen des Schülerkreises:
- Walter Baier, Stefan Otto Horn, Vinzenz Pfnür, Christoph Schönborn, Ludwig Weimer, Siegfried Wiedenhofer (Hrsg.): Weisheit Gottes – Weisheit der Welt. Festschrift für Joseph Kardinal Ratzinger zum 60. Geburtstag. 2 Bde., EOS, St. Ottilien 1987
- Joseph Kardinal Ratzinger, mit Stefan Otto Horn, Vinzenz Pfnür, Vincent Twomey, Siegfried Wiedenhofer und Josef Zöhrer (Bearb.): Vom Wiederauffinden der Mitte. Grundorientierungen. Texte aus vier Jahrzehnten. Herder, Freiburg-Basel-Wien 1997, 1998
- Joseph Cardinal Ratzinger, mit Stefan Otto Horn und Vinzenz Pfnür (Bearb.): Weggemeinschaft des Glaubens. Kirche als Communio. Festgabe zum 75. Geburtstag. Paulinus, Augsburg 2002 (übersetzt in 7 Sprachen)
- Stefan Otto Horn, Siegfried Wiedenhofer (Hrsg.): Schöpfung und Evolution. Eine Tagung mit Papst Benedikt XVI. in Castel Gandolfo. Mit einem Vorwort von Christoph Kardinal Schönborn. Sankt-Ulrich-Verlag, Augsburg 2007 (übersetzt in 6 Sprachen)
- Vinzenz Pfnür (Bearb.): Joseph Ratzinger Papst Benedikt XVI. Das Werk. Biographisches Hilfsmittel zur Erschließung des literarisch-theologischen Werkes von Joseph Ratzinger bis zur Papstwahl. Schülerkreis (Eigenverlag), Augsburg 2009
- Peter Kuhn (Hrsg.): Gespräch über Jesus. Papst Benedikt XVI. im Dialog mit Martin Hengel und Peter Stuhlmacher und seinen Schülern in Castelgandolfo 2008. Mohr Siebeck, Tübingen 2010

## Der Neue Schülerkreis
Zu den jährlichen Treffen des Schülerkreises wurde auf dessen Initiative seit dem Jahr 2008 von Papst Benedikt XVI. auch eine Gruppe jüngerer Theologen eingeladen, die seine Theologie erforschen und sich seiner Spiritualität verbunden fühlen. Der daraus entstandene Neue Schülerkreis Joseph Ratzinger / Papst Benedikt XVI. umfasst rund 30 Mitglieder, von denen mehr als die Hälfte aus deutschsprachigen Ländern stammt, einige aber auch aus Erdteilen wie Afrika und Amerika kommen. Neben römisch-katholischen werden auch einzelne Theologen aus orthodoxen Kirchen dem Kreis zugerechnet, denn dem Neuen Schülerkreis sind Wege zur vollen Kircheneinheit zwischen diesen Kirchen ein besonderes Anliegen. In enger Zusammenarbeit mit dem Schülerkreis fördern die Mitglieder des Neuen Schülerkreises auf verschiedene Weise die Erschließung und Verbreitung des theologischen Werkes von Joseph Ratzinger.
Sprecher des Neuen Schülerkreises waren die Pastoraltheologin Michaela Christine Hastetter ISCSM und der Kirchenrechtsprofessor Christoph Ohly, Priester des Erzbistums Köln.
2017 wurde der Neue Schülerkreis Joseph Ratzinger/Papst Benedikt XVI. auf Wunsch Benedikts in einen eingetragenen Verein umgewandelt. Prominentestes Mitglied des Neuen Schülerkreises ist Abt Maximilian Heim OCist vom Stift Heiligenkreuz bei Wien; zum Vorstand gehören Christoph Ohly (1. Vorsitzender), Sven Conrad FSSP (2. Vorsitzender) und Rainer Hangler (Kassenwart). Der Schweizer Kurienkardinal Kurt Koch fungiert auf Wunsch Ratzingers als Kardinalprotektor des Neuen Schülerkreises.
Veröffentlichungen des Neuen Schülerkreises:
- Michaela Christine Hastetter, Christoph Ohly, Georgios Vlachonis (Hrsg.): Symphonie des Glaubens. Junge Münchener Theologen im Dialog mit der Theologie Benedikts XVI. EOS Verlag, St. Ottilien 2007
- Michaela Christine Hastetter, Ioan Moga, Christoph Ohly (Hrsg.), Achim Buckenmaier (Mitarb.): Symphonie des Wortes. Beiträge zur Offenbarungskonstitution „Dei Verbum“ im katholisch-orthodoxen Dialog. Festgabe des Neuen Schülerkreises zum 85. Geburtstag von Papst Benedikt XVI. EOS Verlag, St. Ottilien 2012
- Maximilian Heim, Justinus Pech (Hrsg.): Die Mitte der Theologie im Werk von Joseph Ratzinger / Benedikt XVI. (Ratzinger-Studien 7), Regensburg 2013
- María Esther Gómez de Pedro: Auftrag und Risiko, 2015, Verlag Schnell und Steiner, ISBN 978-3-7954-2971-3
- Stephan Otto Horn, Wolfram Schmidt (Hrsg.); mit einem Geleitwort von Johannes Singhammer: Hoffnung und Auftrag. Die Reden Benedikts XVI. zur Politik, 2017, Verlag Herder, ISBN 978-3-451-37811-9
- Martin Lohmann/Gerhard Kardinal Müller: Wahrheit, die DNA der Kirche, 2020, Fe-Medien-Verlag, ISBN 978-3-86357-277-8

## Tätigkeiten der Stiftung

### Symposien
Zur Erforschung und Verbreitung der Theologie und Spiritualität von Joseph Ratzinger / Benedikt XVI. fanden in den letzten Jahren bisher folgende Internationale Symposien in Kooperation mit dem Schülerkreis und dem Neuen Schülerkreis von Joseph Ratzinger/Papst Benedikt XVI. statt:
- Freiburg/Deutschland (September 2011): Ein hörendes Herz. Hinführung zur Theologie und Spiritualität von Joseph Ratzinger/Papst Benedikt XVI.
- Maynooth/Irland (Juni 2013): The dynamism of Ratzinger’s Theology.
- Cotonou/Benin (September 2013): Session Internationale de Théologie. Pour une réappropriation pastorale et pédagogique de la Trilogie ‹ Jésus de Nazareth › (Joseph Ratzinger-Benoit XVI).
- Morogoro/Tansania (März 2014): „Woher stammst Du?“ (Joh 19,9). Person und Botschaft Jesu in der Trilogie ‚Jesus von Nazareth‘.
- Studienwoche Wien 2018
- Symposium Berlin 2018
- Studienwoche Wien 2019
- Studienwoche Wien 2021

Veröffentlichungen:
- Michaela Christine Hastetter, Helmut Hoping (Hrsg.): Ein hörendes Herz. Hinführung zur Theologie und Spiritualität von Joseph Ratzinger / Papst Benedikt XVI. (= Ratzinger-Studien 5). Pustet, Regensburg 2012

Mit den Internationalen Symposien soll die Theologie Joseph Ratzingers sowohl im europäischen Raum bekannt gemacht als auch in außereuropäischen Kulturen gefördert werden.

### Papst Benedikt XVI.-Gastprofessur an der Universität Regensburg
Am 16. Juni 2010 wurde die Kooperationsvereinbarung zu einer Papst Benedikt XVI.-Gastprofessur an der Universität Regensburg unterzeichnet. Ihr Ziel wird in der Präambel formuliert: „Die jährlich zu vergebende, international ausgerichtete Gastprofessur an der Universität Regensburg, Fakultät für Katholische Theologie soll dazu beitragen, die Theologie im Geiste von Joseph Ratzinger/Papst Benedikt XVI. zu fördern, sein wissenschaftliches Werk sowie sein spirituelles Erbe zu erschließen und zu verbreiten.“ Im Sommersemester 2012 wurde die Gastprofessur erstmals besetzt. Der Freiburger Soziologe Hans Joas hielt eine Vorlesungsreihe zum Thema „Sakralisierung und Säkularisierung“. Im Sommersemester 2013 hatte der Dominikaner François Bœspflug, Professor für Religionsgeschichte an der Universität Straßburg, die Gastprofessur inne; das Thema seiner Vorlesungsreihe war „Der Gott der Maler und Bildhauer“. 2015 las der Wiener Judaist Günter Stemberger als Gastprofessor zum Thema „Die Mosegestalt im rabbinischen Judentum und frühen Christentum“, im Jahr darauf die Islamwissenschaftlerin Angelika Neuwirth über das Weltverhältnis des Koran. Danach folgten Vorlesungsreihen zu offenbarungs- und fundamentaltheologischen Themensetzungen. Nach einer pandemiebedingten Pause in den Jahren 2020 und 2021 hat der frühere deutsche Verfassungsrichter Paul Kirchhof die Gastprofessur 2022 inne. Die Vorlesungen sind der Frage gewidmet: „Kann es einen freiheitlichen Staat ohne Religion geben?“.
Veröffentlichungen:
- Bernhard Laux (Hrsg.): Heiligkeit und Menschenwürde. Hans Joas’ neue Genealogie der Menschenrechte im theologischen Gespräch. Herder, Freiburg i. Br. 2013.
- François Bœspflug OP: Der Gott der Maler und Bildhauer. Die Inkarnation des Unsichtbaren. Herder, Freiburg i. Br. 2013.
- Günter Stemberger: Mose in der rabbinischen Tradition. Herder, Freiburg i. Br. 2016.
- Angelika Neuwirth: Die koranische Verzauberung der Welt. Herder, Freiburg i. Br. 2017.
- Jean-Luc Marion: Das Erscheinen des Unsichtbaren. Fragen zur Phänomenalität der Offenbarung. Herder, Freiburg i. Br. 2018.
- Christoph Theobald: Christentum als Stil. Für ein zeitgemäßes Glaubensverständnis in Europa. Herder, Freiburg i. Br. 2019.

### Benediktakademie in Salzburg
Unter der Leitung des Österreichers Clemens Sedmak fand ab 2010 jährlich eine sogenannte Benediktakademie in Kooperation mit dem Internationalen Forschungszentrum (IFZ) und dem Bildungshaus St. Virgil statt. In interdisziplinären Gesprächen sollte das Denken von Joseph Ratzinger damit auch für gesellschaftlich relevante Themen fruchtbar gemacht werden.
Bisherige Themen waren: Europäische Identität (September 2010), Eine Kultur der Hoffnung bauen (September 2011), Zwischen Vernunft und Glauben: Vom allmächtigen, allwissenden, allgegenwärtigen Gott zum "Lückenbüßer"? (September 2012) und Wirtschaft und Werte. Eine Ökonomie von Gut und Böse? (September 2013).
Veröffentlichungen:
- Clemens Sedmak, Stephan Otto Horn (Hrsg.): Die Seele Europas. Papst Benedikt und die europäische Identität. Pustet, Regensburg 2011
- Clemens Sedmak, Helmut P. Gaisbauer, Marina P. Teixeira (Hrsg.): Eine Kultur der Hoffnung bauen. Papst Benedikt und die Idee guter Zukunft. Pustet, Regensburg 2013

### Stipendien
Die Stiftung vergibt in kleinem Umfang einzelne Promotions- und Habilitationsstipendien. Dabei wurden Studien aus den Bereichen Theologie und Philosophie im Geiste von Joseph Ratzinger gefördert, vor allem aber solche, die sein Werk erforschen.

## Logo der Stiftung
Das Logo der Stiftung ist wie ein Wappen gestaltet; es ähnelt in einigen Elementen dem Wappen Papst Benedikts. Der Wappenschild liegt auf einem goldenen Schlüssel; auf der oberen Hälfte des Schildes ist ein aufgeschlagenes Buch dargestellt – Schlüssel und Buch stehen für die Auslegung von Bibel und Weltweisheit. Die untere Hälfte des Schildes trägt die Jakobsmuschel – sie steht für eine Legende des heiligen Augustinus von Hippo: Augustinus weiß, dass Gott mit dem menschlichen Geist so unerschöpflich ist, wie das Meer mit einer Muschelschale. Dieselbe Muschel findet sich auch im Wappen von Papst Benedikt.

## Weblink
- Joseph Ratzinger Papst Benedikt XVI.-Stiftung

## Einzelbelege
1. ↑  Joseph Ratzinger/Papst Benedikt Stiftung
2. ↑  „Ratzinger-Stiftung stellt sich neu auf“ auf vaticannews.va vom 1. Oktober 2020, abgerufen am 19. April 2021.
3. ↑  Karl Birkenseer: Neue Ratzinger-Stiftung fördert junge Theologen. (Memento vom 16. März 2016 im Internet Archive) In: Passauer Neue Presse, 13. November 2008, Ausdruck vom 26. November 2008.
4. ↑  Fondazione Ratzinger (Homepage), gesehen im Februar 2019.
5. ↑  Institut Papst Benedikt XVI. (Homepage), gesehen im Februar 2019.
6. ↑  Stiftung Geburtshaus Papst Benedikt XVI. (Homepage), gesehen im Februar 2019.
7. ↑  Vergabe des Premio 2011 an Maximilian Heim OCist, Mitteilung auf der Homepage der Fondazione Ratzinger, abgerufen am 2. Februar 2019.
8. ↑  Neuer Schülerkreis Joseph Ratzinger/Papst Benedikt XVI. e. V.
9. ↑  Hans-Joachim Vieweger: Der protestantische Papst-Schüler. (Memento vom 18. Juni 2012 im Internet Archive) In: Evangelisches Sonntagsblatt für Bayern, Nr. 8/2012 vom 19. Februar 2012.
10. 1 2  Andrea Gagliarducci: Schuelerkreis, padre Horn: “Per Benedetto XVI, la Chiesa si è troppo adattata al mondo”. In: ACIstampa, 6. September 2018, abgerufen am 20. Mai 2019 (Interview mit Stephan Otto Horn, italienisch).
11. ↑  Traudl Wallbrecher, Ludwig Weimer, Arnold Stötzel (Hrsg.): 30 Jahre Wegbegleitung. Joseph Ratzinger/Papst Benedikt XVI und die Katholische Integrierte Gemeinde. Urfeld, Bad Tölz 2006, ISBN 978-3-932857-40-9, Klappentext und passim.
12. ↑  Der Neue Schülerkreis 2013 in Castelgandolfo. Mitteilung auf der Homepage der Joseph Ratzinger Papst Benedikt XVI.-Stiftung, abgerufen am 12. Januar 2014.
13. ↑  Ratzinger-Schülerkreis tagt in Rom (PDF; 600 kB). In: L’Osservatore Romano 35 (Wochenausgabe in deutscher Sprache), 1. September 2017, S. 12.
14. ↑  Neuer Schülerkreis Mitglieder Vorstand. In: Neuer Schülerkreis. Neuer Schülerkreis, 2022, abgerufen am 23. Mai 2022.
15. ↑  Symposien in Kooperation mit dem Schülerkreis und dem Neuen Schülerkreis von Joseph Ratzinger/Papst Benedikt XVI. Liste auf der Homepage der Joseph Ratzinger/Papst Benedikt XVI.-Stiftung, abgerufen im Mai 2022.
16. ↑  Papst Benedikt XVI.-Gastprofessur an der Universität Regensburg. Mitteilung auf der Homepage der Joseph Ratzinger/Papst Benedikt XVI.-Stiftung, abgerufen im Februar 2022.
17. ↑  Veröffentlichungen der Papst-Benedikt XVI.-Gastprofessur | Herder.de. Abgerufen am 8. Februar 2019.
18. ↑  Darstellung des Projekts auf der Website der Joseph Ratzinger/Papst Benedikt XVI.-Stiftung, Abruf im Februar 2022.
19. ↑  Andrea Cordero Lanza di Montezemolo: Das Wappen von Benedikt XVI. Internetpräsenz des Vatikans, abgerufen am 25. Januar 2019.